# كمال مصطفى عبد الله السلطان
كمال مصطفى عبد الله سلطان التكريتي ولد في تكريت في 1952 أو 4 أيار 1955، هو أمين سر قوات الحرس الجمهوري في عهد الرئيس العراقي الأسبق صدام حسين، وشقيق جمال مصطفى عبدالله سلطان التكريتي زوج حلا صدام حسين.
تخرج من الكلية العسكرية العراقية ومن بعدها كلية الأركان العسكرية
أدرجته الولايات المتحدة في التسلسل العاشر في قائمة العراقيين المطلوبين لدى الولايات المتحدة. سلم نفسه لقوات التحالف في 17 مايو 2003.
في عام 2007، بدأت محاكمته مع متهمين أخرين في قضية قمع انتفاضة عام 1991. وفي عام 2009 أصدرت المحكمة الجنائية أحكامها. وفي عام 2011، قضت المحكمة الجنائية العراقية العليا على كمال مصطفى بالإعدام شنقا.
في عام 2017، أقر مجلس النواب العراقي قانونا ينص على مصادرة الأموال المنقولة وغير المنقولة لكل من صدام حسين وزوجاته وأولاده وأحفاده وأقربائه حتى الدرجة الثانية ووكلائهم ومصادرة أموال قائمة من 52 من أركان النظام السابق، كان من بينهم كمال مصطفى.